# 合歓木村
合歓木村（ねむのきむら）は、かつて愛知県碧海郡にあった村である。
現在の岡崎市の一部（福桶町・合歓木町・高橋町など）に該当する。

## 歴史
- 1891年（明治24年）11月10日 - 阿乎美村が分立し、合歓木村（合歓木・福桶村・高橋）と上青野村（上青野・下青野・在家）が発足する。
- 1906年（明治39年）5月1日 - 糟海村、中井村、中島村、占部村、上青野村と合併し、六ツ美村が発足。同日合歓木村は廃止。